# Literaturjahr 1997
Liste der Literaturjahre

◄◄ | ◄ | 1993 | 1994 | 1995 | 1996 | Literaturjahr 1997 | 1998 | 1999 | 2000 | 2001 | ► | ►►

Weitere Ereignisse

## Literaturpreise
- Literaturnobelpreis: Dario Fo

- Nebula Award

- Vonda N. McIntyre, The Moon and the Sun, Am Hofe des Sonnenkönigs, Kategorie: Bester Roman
- Jack Dann, Da Vinci Rising, Kategorie: Bester Kurzroman
- Nancy Kress, The Flowers of Aulit Prison, Kategorie: Beste Erzählung
- Jane Yolen, Sister Emily's Lightship, Kategorie: Beste Kurzgeschichte

- Hugo Award

- Kim Stanley Robinson, Blue Mars, Blauer Mars, Kategorie: Bester Roman
- George R. R. Martin, Blood of the Dragon, Kategorie: Bester Kurzroman
- Bruce Sterling, Bicycle Repairman, Der Fahrradmechaniker, Kategorie: Beste Erzählung
- Connie Willis, The Soul Selects Her Own Society: Invasion and Repulsion: A Chronological Reinterpretation of Two of Emily Dickinson's Poems: A Wellsian Perspective, Die Seele wählt sich ihre Gesellschaft selbst: Invasion und Aversion, Kategorie: Beste Kurzgeschichte

- Locus Award

- Kim Stanley Robinson, Blue Mars, Blauer Mars, Kategorie: Bester SF-Roman
- George R. R. Martin, A Game of Thrones, Eisenthron, Bester Fantasy-Roman
- Stephen King, Desperation, Desperation, Bester Dark Fantasy/Horror-Roman
- Sarah Zettel, Reclamation, Bester Erstlingsroman
- Sage Walker, Whiteout, Bester Erstlingsroman (zwei Mal vergeben)
- Connie Willis, Bellwether, Kategorie: Bester Kurzroman
- Ursula K. Le Guin, Mountain Ways, Kategorie: Beste Erzählung
- John Crowley, Gone, Kategorie: Beste Kurzgeschichte
- Joe Haldeman, None So Blind, Kategorie: Beste Sammlung
- Gardner Dozois, The Year's Best Science Fiction: Thirteenth Annual Collection, Kategorie: Beste Anthologie

- Kurd-Laßwitz-Preis

- Andreas Eschbach, Solarstation, Kategorie: Bester Roman
- Wolfgang Jeschke, Partner fürs Leben, Kategorie: Beste Kurzgeschichte/Erzählung
- Kate Wilhelm, Inseln im Chaos, Kategorie: Bestes ausländisches Werk
- Ronald M. Hahn, Kategorie: Bester Übersetzer
- Wolfgang Jeschke für die Förderung der SF-Kurzgeschichte und seine Herausgeberschaft des Jahrbuchs Das Science Fiction Jahr, Sonderpreis

- Philip K. Dick Award

- Stepan Chapman, The Troika

- Booker Prize: Arundhati Roy für Der Gott der kleinen Dinge
- Georg-Büchner-Preis: H. C. Artmann
- Friedenspreis des Deutschen Buchhandels: Yaşar Kemal
- Ingeborg-Bachmann-Preis: Norbert Niemann, Wie man's nimmt
- Prix Goncourt: Patrick Rambaud für La Bataille
- Prix de la première œuvre: Élisa Brune für Fissures
- Ethel Wilson Fiction Prize: Gail Anderson-Dargatz, The Cure for Death by Lightning
- Floyd S. Chalmers Award in Ontario History: Keith Walden, Becoming Modern in Toronto: The Industrial Exhibition and the Shaping of Late Victorian Culture
- Journey Prize: Gabriella Goliger, Maladies of the Inner Ear und Anne Simpson, Dreaming Snow
- Toronto Book Awards: Anne Michaels, Fugitive Pieces
- Trillium Book Award: Dionne Brand, Land to Light On; Roger Levac, Petite Crapaude!
- Books in Canada First Novel Award: Margaret Gibson, Opium Dreams

## Neuerscheinungen
- Abschaum – Die wahre Geschichte von Ertan Ongun – Feridun Zaimoglu
- Amerikanisches Idyll – Philip Roth
- Angry White Pyjamas – Robert Twigger
- Attic – Gefahr aus der Tiefe – Douglas Preston / Lincoln Child
- Bibliothek der Erinnerung (Buchreihe; Bd. 1–4) – Hrsg.: Zentrum für Antisemitismusforschung an der TU Berlin
- Die Braut sagt leider nein – Kerstin Gier
- Das brennende Schwert – André Marx
- Carlos kann doch Tore schießen – Andreas Venzke
- Chanson d’amour – Anne Wiazemsky
- Dear Nobody – Berlie Doherty
- Dein Zimmer für mich allein – Michael Köhlmeier
- Drachenreiter – Cornelia Funke
- Der Drachenritter – Gordon R. Dickson
- Der dritte Zwilling – Ken Follett
- Die dunkle Seite – Frank Schätzing
- Die Frau im Beton – Michael Connelly
- Geschichten von Ellis Island oder Wie man Amerikaner macht – Robert Bober und Georges Perec
- Glas – Stephen King
- Das Handbuch der Inquisitoren – António Lobo Antunes
- Harry Potter and the Philosopher’s Stone – Joanne K. Rowling
- Hauptwerke der politischen Theorie – Hrsg.: Theo Stammen, Gisela Riescher und Wilhelm Hofmann
- How Few Remain – Harry Turtledove
- In einem Gedenkbuch zu sammeln...: Bilder deutscher Widerstandskämpfer – Ricarda Huch
- Indiana Jones und der Stein der Weisen – Max McCoy
- Indiana Jones und die weiße Hexe – Martin Caidin
- Das Jesus Video – Andreas Eschbach
- Der Knochenmann – Wolf Haas
- Das Lächeln der Fortuna – Rebecca Gablé
- Mason & Dixon – Thomas Pynchon
- Materialien zu einer Kritik der bekanntesten Gedichtform italienischen Ursprungs – Robert Gernhardt
- Nackt – David Sedaris
- Niemandsland – Pat Barker
- Nimitz Class – Patrick Robinson
- Ombra – Urs Faes
- Der Partner – John Grisham
- Poltergeist – André Marx
- Eine prima Saison – Josef Škvorecký
- Die purpurnen Flüsse – Jean-Christophe Grangé
- Der Rabengott – Kai Meyer
- Requiem für einen Bösewicht – Júlio Moreira
- Das Runenschwert – Jörg Kastner
- Die Schlacht – Patrick Rambaud
- Der Schneider von Panama – John le Carré
- Die Schönheit jener fernen Stadt – Ronald Wright
- Small World – Martin Suter
- Le Ton beau de Marot – Douglas R. Hofstadter
- Trient 1475. Geschichte eines Ritualmordprozesses – Ronnie Po-Chia Hsia
- Tschernobyl. Eine Chronik der Zukunft – Swetlana Alexijewitsch
- Und sie rührten an den Schlaf der Welt – C. S. Mahrendorff
- Wolfsherz – Wolfgang Hohlbein
- Der Zahlenteufel – Hans Magnus Enzensberger

## Geboren
- 10. März: Beinir Bergsson, färöischer Dichter und Filmschaffender
- 14. Mai: Aron Boks, deutscher Lyriker, Erzähler und Poetry-Slammer

### Genaues Datum unbekannt
- Arad Dabiri, österreichischer Schriftsteller

## Gestorben
- 15. Januar: Boubé Zoumé, nigrischer Schriftsteller (* 1951)
- 03. Februar: Bohumil Hrabal, tschechischer Schriftsteller (* 1914)
- 27. März: Charles Lillard, kanadischer Dichter und Historiker (* 1944)
- 05. April: Allen Ginsberg, US-amerikanischer Dichter (* 1926)
- 13. Mai: Laurie Lee, britischer Dichter und Schriftsteller (* 1914)
- 13. Juni: Al Berto, portugiesischer Dichter (* 1948)
- 02. August: William S. Burroughs, US-amerikanischer Schriftsteller (* 1914)
- 20. August: Wilfried Böhringer, deutscher Übersetzer aus dem Französischen und Spanischen (* 1945)
- 20. August: Dionys Mascolo, französischer Verlagslektor und Schriftsteller (* 1916)
- 13. Oktober: Richard Mason, britischer Schriftsteller (* 1919)
- 14. Oktober: Harold Robbins, US-amerikanischer Schriftsteller (* 1916)
- 16. Oktober: James A. Michener, US-amerikanischer Schriftsteller (* 1907)
- 25. Dezember: Rui Knopfli, mosambikanischer Dichter und Schriftsteller (* 1932)